# Arsenal F.C. mùa bóng 2018–19
Mùa giải 2018–19 là mùa bóng thứ 27 của Arsenal tại Giải bóng đá Ngoại hạng Anh, mùa giải thứ 102 tại giải đấu cao nhất và mùa giải thứ 99 liên tiếp tại giải đấu cao nhất nước Anh. Câu lạc bộ tham gia tại Giải bóng đá Ngoại hạng Anh, Cúp FA, Cúp Liên đoàn bóng đá Anh, và UEFA Europa League.
Đây là mùa giải đầu tiên sau 22 năm câu lạc bộ không có huấn luyện viên Arsène Wenger. Trong 2 mùa giải liên tiếp, Arsenal tham dự UEFA Europa League. Đây là lần đấu tiên câu lạc bộ được dẫn dắt bởi huấn luyện viên Unai Emery.

## Cầu thủ
| S  | Vị trí   | Quốc tịch | Tên                       | Tuổi | EU     | Kể từ           | Số trận | Bàn thắng | Kết thúc | Giá chuyển nhượng | Ghi chú                  |
| -- | -------- | --------- | ------------------------- | ---- | ------ | --------------- | ------- | --------- | -------- | ----------------- | ------------------------ |
| 1  | [[\|GK]] | CZE       | Petr Čech                 | 43   | EU     | 2015            | 126     | 0         | 2019     | £10.0M            | Phó đội trưởng           |
| 2  | [[\|DF]] | ESP       | Héctor Bellerín           | 30   | EU     | 2013            | 174     | 7         | 2023     | Đội trẻ           |                          |
| 4  | [[\|MF]] | EGY       | Mohamed Elneny            | 33   | Non-EU | 2016 (mùa đông) | 76      | 2         | 2022     | £7.4M             |                          |
| 5  | [[\|DF]] | GRE       | Sokratis Papastathopoulos | 37   | EU     | 2018            | 10      | 1         | 2021     | £14.8M            |                          |
| 6  | [[\|DF]] | FRA       | Laurent Koscielny         | 39   | EU     | 2010            | 324     | 24        | 2020     | £8.5M             | Đội trưởng               |
| 7  | [[\|MF]] | ARM       | Henrikh Mkhitaryan        | 36   | Non-EU | 2018 (mùa đông) | 31      | 5         | 2021     | Swap deal         |                          |
| 8  | [[\|MF]] | WAL       | Aaron Ramsey              | 34   | EU     | 2008            | 345     | 59        | 2019     | £4.8M             | Phó đội trưởng           |
| 9  | [[\|FW]] | FRA       | Alexandre Lacazette       | 34   | EU     | 2017            | 54      | 23        | 2022     | £46.5M            |                          |
| 10 | [[\|MF]] | GER       | Mesut Özil                | 36   | EU     | 2013            | 208     | 41        | 2021     | £42.5M            | Phó đội trưởng           |
| 11 | [[\|MF]] | URU       | Lucas Torreira            | 29   | EU     | 2018            | 17      | 0         | 2023     | £26.4M            |                          |
| 12 | [[\|DF]] | SUI       | Stephan Lichtsteiner      | 41   | EU     | 2018            | 9       | 1         | 2019     | Phí chuyển nhượng |                          |
| 13 | [[\|GK]] | COL       | David Ospina              | 36   | Non-EU | 2014            | 70      | 0         | 2020     | £3.2M             | Cho mượn tại Napoli      |
| 14 | [[\|FW]] | GAB       | Pierre-Emerick Aubameyang | 36   | EU     | 2018 (mùa đông) | 30      | 19        | 2021     | £56.0M            | Kỷ lục chuyển nhượng     |
| 15 | [[\|MF]] | ENG       | Ainsley Maitland-Niles    | 27   | EU     | 2014            | 41      | 0         | 2023     | Đội trẻ           |                          |
| 16 | [[\|DF]] | ENG       | Rob Holding               | 29   | EU     | 2016            | 56      | 1         | 2023     | £2.0M             |                          |
| 17 | [[\|FW]] | NGA       | Alex Iwobi                | 29   | EU     | 2015            | 113     | 10        | 2022     | Đội trẻ           |                          |
| 18 | [[\|DF]] | ESP       | Nacho Monreal             | 39   | EU     | 2013 (mùa đông) | 222     | 10        | 2019     | £8.5M             |                          |
| 19 | [[\|GK]] | GER       | Bernd Leno                | 33   | EU     | 2018            | 10      | 0         | 2023     | £19.2M            |                          |
| 20 | [[\|DF]] | GER       | Shkodran Mustafi          | 33   | EU     | 2016            | 89      | 6         | 2021     | £35.0M            |                          |
| 21 | [[\|DF]] | ENG       | Calum Chambers            | 30   | EU     | 2014            | 83      | 3         | 2022     | £16.0M            | Cho mựon tại Fulham      |
| 23 | [[\|FW]] | ENG       | Danny Welbeck             | 34   | EU     | 2014            | 126     | 32        | 2019     | £16.0M            |                          |
| 25 | [[\|DF]] | ENG       | Carl Jenkinson            | 33   | EU     | 2011            | 64      | 1         | 2020     | £1.0M             |                          |
| 26 | [[\|GK]] | ARG       | Emiliano Martínez         | 32   | Non-EU | 2010            | 13      | 0         | 2022     | Đội trẻ           |                          |
| 27 | [[\|DF]] | GRE       | Konstantinos Mavropanos   | 27   | EU     | 2018 (mùa đông) | 3       | 0         | 2023     | £1.8M             |                          |
| 29 | [[\|MF]] | FRA       | Mattéo Guendouzi          | 26   | EU     | 2018            | 15      | 1         | 2023     | £7.0M             |                          |
| 31 | [[\|DF]] | BIH       | Sead Kolašinac            | 32   | EU     | 2017            | 40      | 5         | 2022     | Phí chuyển nhượng |                          |
| 34 | [[\|MF]] | SUI       | Granit Xhaka              | 32   | EU     | 2016            | 107     | 9         | 2023     | £30.0M            | Phó đội trưởng           |
| —  | [[\|FW]] | JPN       | Takuma Asano              | 30   | Non-EU | 2016            | 0       | 0         | 2020     | £0.8M             | Cho mượn tại Hannover 96 |

- Cập nhật lần cuối: ngày 11 tháng 11 năm 2018
- Nguồn: Arsenal FC and FootballDatabase (for EU passport, country as international player, contract ending and transfer fee)
- Sắp xếp theo squad number.

## Chuyển nhượng

### Chuyển đến
| Ngày đến            | Vị trí | Tên                  | Từ                | Chi phí            | Đội      | Ref.          |
| ------------------- | ------ | -------------------- | ----------------- | ------------------ | -------- | ------------- |
| 23 tháng 5 năm 2018 | GK     | Karl Jakob Hein      | Nõmme United      | Miễn phí           | Học viện | [ 3 ]         |
| 1 tháng 7 năm 2018  | DF     | Stephan Lichtsteiner | Juventus          | Miễn phí           | Chính    | [ 4 ]         |
| 1 tháng 7 năm 2018  | GK     | Bernd Leno           | Bayer Leverkusen  | Không tiết lộ      | Chính    | [ 6 ]         |
| 2 tháng 7 năm 2018  | DF     | Sokratis             | Borussia Dortmund | Không tiết lộ      | Chính    | [ 8 ]         |
| 10 tháng 7 năm 2018 | MF     | Lucas Torreira       | Sampdoria         | Không tiết lộ      | Chính    | [ 10 ]        |
| 11 tháng 7 năm 2018 | FW     | Sam Greenwood        | Sunderland        | Bồi thường đào tạo | Học viện | [ 11 ] [ 12 ] |
| 11 tháng 7 năm 2018 | MF     | Mattéo Guendouzi     | Lorient           | Không tiết lộ      | Chính    | [ 14 ]        |
| 19 tháng 7 năm 2018 | DF     | Joel López           | Barcelona         | Bồi thường đào tạo | Học viện | [ 15 ] [ 16 ] |
| 27 tháng 7 năm 2018 | MF     | Marcelo Flores       | Ipswich Town      | Bồi thường đào tạo | Học viện | [ 17 ]        |

### Rời đi
| Ngày rời            | Vị trí | Tên                 | Đến                    | Chi phí            | Đội      | Ref.          |
| ------------------- | ------ | ------------------- | ---------------------- | ------------------ | -------- | ------------- |
| 1 tháng 7 năm 2018  | MF     | Santi Cazorla       | Villarreal             | Phát hành          | Chính    | [ 19 ]        |
| 1 tháng 7 năm 2018  | DF     | Per Mertesacker     | Giải nghệ              | Giải nghệ          | Chính    | [ 19 ] [ 20 ] |
| 1 tháng 7 năm 2018  | MF     | Jack Wilshere       | West Ham United        | Phát hành          | Chính    | [ 19 ]        |
| 1 tháng 7 năm 2018  | DF     | Marc Bola           | Blackpool              | Phát hành          | Học viện | [ 19 ]        |
| 1 tháng 7 năm 2018  | GK     | Alex Crean          | Phát hành              | Phát hành          | Học viện | [ 19 ]        |
| 1 tháng 7 năm 2018  | MF     | Josh Dasilva        | Brentford              | Phát hành          | Học viện | [ 24 ]        |
| 1 tháng 7 năm 2018  | MF     | Vlad Dragomir       | Perugia                | Phát hành          | Học viện | [ 19 ]        |
| 1 tháng 7 năm 2018  | MF     | Aaron Eyoma         | Derby County           | Phát hành          | Học viện | [ 19 ]        |
| 1 tháng 7 năm 2018  | FW     | Yassin Fortune      | FC Sion                | Phát hành          | Học viện | [ 19 ]        |
| 1 tháng 7 năm 2018  | GK     | Ryan Huddart        | Boreham Wood           | Phát hành          | Học viện | [ 19 ]        |
| 1 tháng 7 năm 2018  | DF     | Chiori Johnson      | Bolton Wanderers       | Phát hành          | Học viện | [ 19 ]        |
| 1 tháng 7 năm 2018  | GK     | Hugo Keto           | Brighton & Hove Albion | Phát hành          | Học viện | [ 19 ]        |
| 1 tháng 7 năm 2018  | DF     | Tafari Moore        | Plymouth Argyle        | Phát hành          | Học viện | [ 19 ]        |
| 12 tháng 7 năm 2018 | FW     | David Agbontohoma   | Southampton            | Bồi thường đào tạo | Học viện | [ 32 ]        |
| 13 tháng 7 năm 2018 | FW     | Armstrong Okoflex   | Celtic                 | Bồi thường đào tạo | Học viện | [ 33 ]        |
| 26 tháng 7 năm 2018 | FW     | Jeff Reine-Adélaïde | Angers                 | Không tiết lộ      | Chính    | [ 34 ]        |
| 3 tháng 8 năm 2018  | FW     | Chuba Akpom         | PAOK                   | Không tiết lộ      | Chính    | [ 36 ]        |
| 3 tháng 8 năm 2018  | GK     | João Virgínia       | Everton                | Không tiết lộ      | Học viện | [ 37 ]        |
| 9 tháng 8 năm 2018  | FW     | Lucas Pérez         | West Ham United        | Không tiết lộ      | Chính    | [ 39 ]        |
| 17 tháng 8 năm 2018 | FW     | Joel Campbell       | Frosinone              | Không tiết lộ      | Chính    | [ 40 ]        |
| 17 tháng 8 năm 2018 | FW     | Stephy Mavididi     | Juventus               | Không tiết lộ      | Học viện | [ 41 ]        |

### Cho mượn
| Ngày bắt đầu        | Vị trí | Tên             | Đến               | Ngày kết thúc     | Đội      | Ref.   |
| ------------------- | ------ | --------------- | ----------------- | ----------------- | -------- | ------ |
| 1 tháng 7 năm 2018  | FW     | Takuma Asano    | Hannover 96       | Kết thúc mùa giải | Chính    | [ 42 ] |
| 19 tháng 7 năm 2018 | MF     | Kelechi Nwakali | Porto             | Kết thúc mùa giải | Học viện | [ 43 ] |
| 30 tháng 7 năm 2018 | GK     | Matt Macey      | Plymouth Argyle   | Kết thúc mùa giải | Học viện | [ 44 ] |
| 7 tháng 8 năm 2018  | DF     | Calum Chambers  | Fulham            | Kết thúc mùa giải | Chính    | [ 45 ] |
| 16 tháng 8 năm 2018 | MF     | Krystian Bielik | Charlton Athletic | Kết thúc mùa giải | Học viện | [ 46 ] |
| 17 tháng 8 năm 2018 | GK     | David Ospina    | Napoli            | Kết thúc mùa giải | Chính    | [ 47 ] |
| 31 tháng 8 năm 2018 | MF     | Reiss Nelson    | Hoffenheim        | Kết thúc mùa giải | Học viện | [ 48 ] |

1. ↑  Reported fee: £19,200,000.[5]
2. ↑  Reported fee: £17,700,000.[7]
3. ↑  Reported fee: £26,000,000.[9]
4. 1 2 3 4 5  Player under 24 years old at time of transfer.
5. ↑  Reported fee: £7,000,000.[13]
6. ↑  Joined Villarreal on ngày 7 tháng 8 năm 2018.[18]
7. ↑  Joined West Ham United on ngày 9 tháng 7 năm 2018.[21]
8. ↑  Joined Blackpool on ngày 17 tháng 7 năm 2017.[22]
9. ↑  Joined Brentford on ngày 21 tháng 8 năm 2018.[23]
10. ↑  Joined Perugia on ngày 3 tháng 8 năm 2018.[25]
11. ↑  Joined Derby County on ngày 5 tháng 7 năm 2018.[26]
12. ↑  Joined Sion on ngày 1 tháng 7 năm 2018.[27]
13. ↑  Joined Boreham Wood on ngày 26 tháng 7 năm 2018.[28]
14. ↑  Joined Bolton Wanderers on ngày 1 tháng 7 năm 2018.[29]
15. ↑  Joined Brighton & Hove Albion on ngày 9 tháng 7 năm 2018.[30]
16. ↑  Joined Plymouth Argyle on ngày 1 tháng 7 năm 2018.[31]
17. ↑  Reported fee: £2,000,000.[35]
18. ↑  Reported fee: £4,000,000.[38]

## Câu lạc bộ

### Trang phục
Nhà cung cấp: Puma / Nhà tài trợ: Fly Emirates
| Sân nhà |  | Sân nhà alt.1 |  | Sân nhà alt.2 | Sân khách | Thứ ba |

## Thống kê đội hình

### Số trận và bàn thắng
Tính đến ngày 11 tháng 11 năm 2018
| 1                                          | GK | CZE | Petr Čech                 | 7     | 0 | 0 | 0 | 1    | 0 | 1    | 0 | 9     | 0 |
| 2                                          | DF | ESP | Héctor Bellerín           | 12    | 0 | 0 | 0 | 0    | 0 | 0    | 0 | 12    | 0 |
| 4                                          | MF | EGY | Mohamed Elneny            | 0     | 0 | 0 | 0 | 1    | 0 | 3    | 0 | 4     | 0 |
| 5                                          | DF | GRE | Sokratis Papastathopoulos | 6     | 0 | 0 | 0 | 0    | 0 | 4    | 1 | 10    | 1 |
| 6                                          | DF | FRA | Laurent Koscielny         | 0     | 0 | 0 | 0 | 0    | 0 | 0    | 0 | 0     | 0 |
| 7                                          | MF | ARM | Henrikh Mkhitaryan        | 6(3)  | 2 | 0 | 0 | 2    | 0 | 3    | 0 | 11(3) | 2 |
| 8                                          | MF | WAL | Aaron Ramsey              | 6(6)  | 1 | 0 | 0 | 1(1) | 0 | 2    | 0 | 9(7)  | 1 |
| 9                                          | FW | FRA | Alexandre Lacazette       | 9(3)  | 5 | 0 | 0 | 0(1) | 1 | 0(2) | 0 | 9(6)  | 6 |
| 10                                         | MF | GER | Mesut Özil                | 10    | 3 | 0 | 0 | 0    | 0 | 0(2) | 1 | 10(2) | 4 |
| 11                                         | MF | URU | Lucas Torreira            | 7(5)  | 0 | 0 | 0 | 0(2) | 0 | 1(2) | 0 | 8(9)  | 0 |
| 12                                         | DF | SUI | Stephan Lichtsteiner      | 1(2)  | 0 | 0 | 0 | 2    | 1 | 4    | 0 | 7(2)  | 1 |
| 14                                         | FW | GAB | Pierre-Emerick Aubameyang | 10(2) | 7 | 0 | 0 | 0(1) | 0 | 2(1) | 2 | 12(4) | 9 |
| 15                                         | MF | ENG | Ainsley Maitland-Niles    | 1     | 0 | 0 | 0 | 1    | 0 | 0(1) | 0 | 2(1)  | 0 |
| 16                                         | DF | ENG | Rob Holding               | 6(1)  | 0 | 0 | 0 | 1    | 0 | 4    | 0 | 11(1) | 0 |
| 17                                         | FW | NGA | Alex Iwobi                | 6(3)  | 1 | 0 | 0 | 1(1) | 0 | 3(1) | 0 | 10(5) | 1 |
| 18                                         | DF | ESP | Nacho Monreal             | 7     | 1 | 0 | 0 | 1    | 0 | 2    | 0 | 10    | 1 |
| 19                                         | GK | GER | Bernd Leno                | 5(1)  | 0 | 0 | 0 | 1    | 0 | 3    | 0 | 9(1)  | 0 |
| 20                                         | DF | GER | Shkodran Mustafi          | 12    | 1 | 0 | 0 | 2    | 0 | 0    | 0 | 14    | 1 |
| 23                                         | FW | ENG | Danny Welbeck             | 1(7)  | 1 | 0 | 0 | 2    | 2 | 4    | 2 | 7(7)  | 5 |
| 25                                         | DF | ENG | Carl Jenkinson            | 0     | 0 | 0 | 0 | 1    | 0 | 1    | 0 | 2     | 0 |
| 26                                         | GK | ARG | Emiliano Martinez         | 0     | 0 | 0 | 0 | 0    | 0 | 0    | 0 | 0     | 0 |
| 27                                         | DF | GRE | Konstantinos Mavropanos   | 0     | 0 | 0 | 0 | 0    | 0 | 0    | 0 | 0     | 0 |
| 29                                         | MF | FRA | Mattéo Guendouzi          | 6(3)  | 0 | 0 | 0 | 2    | 0 | 3(1) | 1 | 11(4) | 1 |
| 31                                         | DF | BIH | Sead Kolašinac            | 2     | 0 | 0 | 0 | 0    | 0 | 1(1) | 0 | 3(1)  | 0 |
| 34                                         | MF | SUI | Granit Xhaka              | 12    | 2 | 0 | 0 | 0    | 0 | 1    | 0 | 13    | 2 |
| 49                                         | FW | ENG | Eddie Nketiah             | 0     | 0 | 0 | 0 | 0    | 0 | 0    | 0 | 0     | 0 |
| 53                                         | DF | ESP | Julio Pleguezuelo         | 0     | 0 | 0 | 0 | 1    | 0 | 0    | 0 | 1     | 0 |
| 55                                         | MF | ENG | Emile Smith Rowe          | 0     | 0 | 0 | 0 | 2    | 1 | 2(1) | 1 | 4(1)  | 2 |
| 59                                         | FW | ENG | Joe Willock               | 0     | 0 | 0 | 0 | 0    | 0 | 0    | 0 | 0     | 0 |
| Players out on loan for rest of the season |    |     |                           |       |   |   |   |      |   |      |   |       |   |
| 13                                         | GK | COL | David Ospina              | 0     | 0 | 0 | 0 | 0    | 0 | 0    | 0 | 0     | 0 |
| 21                                         | DF | ENG | Calum Chambers            | 0     | 0 | 0 | 0 | 0    | 0 | 0    | 0 | 0     | 0 |
| N/A                                        | FW | JPN | Takuma Asano              | 0     | 0 | 0 | 0 | 0    | 0 | 0    | 0 | 0     | 0 |

### Cầu thủ ghi nhiều bàn thắng
Tính đến ngày 11 tháng 11 năm 2018
| Rank      | Position  | Name                      | Premier League | FA Cup | EFL Cup | Europa League | Total |
| --------- | --------- | ------------------------- | -------------- | ------ | ------- | ------------- | ----- |
| 1         | FW        | Pierre-Emerick Aubameyang | 7              | 0      | 0       | 2             | 9     |
| 2         | FW        | Alexandre Lacazette       | 5              | 0      | 1       | 0             | 6     |
| 3         | FW        | Danny Welbeck             | 1              | 0      | 2       | 2             | 5     |
| 4         | MF        | Mesut Özil                | 3              | 0      | 0       | 1             | 4     |
| 5         | MF        | Henrikh Mkhitaryan        | 2              | 0      | 0       | 0             | 2     |
| 5         | MF        | Emile Smith Rowe          | 0              | 0      | 1       | 1             | 2     |
| 5         | MF        | Granit Xhaka              | 2              | 0      | 0       | 0             | 2     |
| 8         | MF        | Mattéo Guendouzi          | 0              | 0      | 0       | 1             | 1     |
| 8         | FW        | Alex Iwobi                | 1              | 0      | 0       | 0             | 1     |
| 8         | DF        | Stephan Lichtsteiner      | 0              | 0      | 1       | 0             | 1     |
| 8         | DF        | Nacho Monreal             | 1              | 0      | 0       | 0             | 1     |
| 8         | DF        | Shkodran Mustafi          | 1              | 0      | 0       | 0             | 1     |
| 8         | DF        | Sokratis Papastathopoulos | 0              | 0      | 0       | 1             | 1     |
| 8         | MF        | Aaron Ramsey              | 1              | 0      | 0       | 0             | 1     |
| Own goals | Own goals | Own goals                 | 2              | 0      | 0       | 0             | 2     |
| Total     | Total     | Total                     | 26             | 0      | 5       | 8             | 39    |

### Kỷ lục thẻ phạt
Tính đến ngày 11 tháng 11 năm 2018
| Xếp hạng | Vị trí | Tên                       | Premier League | Premier League | FA Cup   | FA Cup | EFL Cup  | EFL Cup | Europa League | Europa League | Total    | Total  |
| Xếp hạng | Vị trí | Tên                       | Thẻ vàng       | Thẻ đỏ         | Thẻ vàng | Thẻ đỏ | Thẻ vàng | Thẻ đỏ  | Thẻ vàng      | Thẻ đỏ        | Thẻ vàng | Thẻ đỏ |
| -------- | ------ | ------------------------- | -------------- | -------------- | -------- | ------ | -------- | ------- | ------------- | ------------- | -------- | ------ |
| 1        | MF     | Mattéo Guendouzi          | 2              | 0              | 0        | 0      | 0        | 1       | 1             | 0             | 3        | 1      |
| 2        | MF     | Granit Xhaka              | 4              | 0              | 0        | 0      | 0        | 0       | 0             | 0             | 4        | 0      |
| 3        | DF     | Rob Holding               | 1              | 0              | 0        | 0      | 0        | 0       | 2             | 0             | 3        | 0      |
| 3        | DF     | Stephan Lichtsteiner      | 1              | 0              | 0        | 0      | 1        | 0       | 1             | 0             | 3        | 0      |
| 3        | DF     | Sokratis Papastathopoulos | 3              | 0              | 0        | 0      | 0        | 0       | 0             | 0             | 3        | 0      |
| 6        | DF     | Héctor Bellerín           | 2              | 0              | 0        | 0      | 0        | 0       | 0             | 0             | 2        | 0      |
| 6        | DF     | Shkodran Mustafi          | 2              | 0              | 0        | 0      | 0        | 0       | 0             | 0             | 2        | 0      |
| 6        | MF     | Lucas Torreira            | 2              | 0              | 0        | 0      | 0        | 0       | 0             | 0             | 2        | 0      |
| 9        | DF     | Carl Jenkinson            | 0              | 0              | 0        | 0      | 1        | 0       | 0             | 0             | 1        | 0      |
| 9        | FW     | Alexandre Lacazette       | 1              | 0              | 0        | 0      | 0        | 0       | 0             | 0             | 1        | 0      |
| 9        | DF     | Henrikh Mkhitaryan        | 0              | 0              | 0        | 0      | 0        | 0       | 1             | 0             | 1        | 0      |
| 9        | DF     | Nacho Monreal             | 1              | 0              | 0        | 0      | 0        | 0       | 0             | 0             | 1        | 0      |
| 9        | MF     | Mesut Özil                | 1              | 0              | 0        | 0      | 0        | 0       | 0             | 0             | 1        | 0      |
| 9        | FW     | Danny Welbeck             | 0              | 0              | 0        | 0      | 1        | 0       | 0             | 0             | 1        | 0      |
| Total    | Total  | Total                     | 20             | 0              | 0        | 0      | 3        | 1       | 5             | 0             | 28       | 1      |

### Giữ sạch lưới
Tính đến ngày 11 tháng 11 năm 2018
| Xếp hạng | Tên        | Premier League | FA Cup | EFL Cup | Europa League | Total |
| -------- | ---------- | -------------- | ------ | ------- | ------------- | ----- |
| 1        | Bernd Leno | 1              | 0      | 0       | 2             | 3     |
| 2        | Petr Čech  | 1              | 0      | 0       | 1             | 2     |
| Total    | Total      | 2              | 0      | 0       | 3             | 5     |

## Trước mùa giải
Thắng
      Hòa
      Thua

### Giao hữu
| 14 tháng 7 năm 2018 | Boreham Wood | 0–8      | Arsenal | Borehamwood, Hertfordshire, Anh |  |
| 15:00 BST           |              | Chi tiết | Aubameyang 7', 9', 17' (ph.đ.) · Nelson 35' · Lacazette 40' · Nketiah 53' · Reine-Adélaïde 71' · Mkhitaryan 80' | Sân vận động: Meadow Park       |  |

| 4 tháng 8 năm 2018   | Arsenal                                   | 2–0      | Lazio | Stockholm, Thụy Điển                                                    |  |
| 20:00 CEST 19:00 BST | Nelson 18' · Aubameyang 64' · Holding 77' | Chi tiết |       | Sân vận động: Friends Arena Trọng tài: Martin Strömbergsson (Thụy Điển) |  |

### International Champions Cup
| 26 tháng 7 năm 2018 ICC 2018 (Châu Á)      | Atlético Madrid | 1–1 (3–1 p)                                       | Arsenal                       | Kallang, Singapore                                                                               |  |
| 19:30 SST 12:30 BST                        | Vietto 41'      | Chi tiết                                          | Smith-Rowe 47' · Chambers 80' | Sân vận động: Sân vận động Quốc gia Lượng khán giả: 23,095 Trọng tài: Ahmad A'Qashah (Singapore) |  |
|                                            |                 | Loạt sút luân lưu                                 |                               |                                                                                                  |  |
| - Correa - Rodri - Moreno - Mollejo - Adán |                 | - Mkhitaryan - Willock - Maitland-Niles - Nketiah |                               |                                                                                                  |  |

| 28 tháng 7 năm 2018 ICC 2018 (Châu Á) | Arsenal                                                       | 5–1      | Paris Saint-Germain             | Kallang, Singapore                                                                                    |  |
| 19:30 SST 12:30 BST                   | - Özil 13' · Lacazette 67', 71' · Holding 87' · Nketiah 90+4' | Chi tiết | Diarra 51' · Nkunku 60' (ph.đ.) | Sân vận động: Sân vận động Quốc gia Lượng khán giả: 50,308 Trọng tài: Nathan Rong De Chan (Singapore) |  |

| 1 tháng 8 năm 2018 ICC 2018 (Châu Âu)                            | Arsenal           | 1–1 (6–5 p)                                                      | Chelsea      | Dublin, Ireland                                                                                       |  |
| 21:05 CEST 20:05 BST                                             | - Lacazette 90+3' | Chi tiết                                                         | - Rüdiger 5' | Sân vận động: Sân vận động Aviva Lượng khán giả: 46,002 Trọng tài: Paul McLaughlin (Cộng hòa Ireland) |  |
|                                                                  |                   | Loạt sút luân lưu                                                |              | |  |
| - Lacazette - Nelson - Guendouzi - Maitland-Niles - Özil - Iwobi |                   | - Drinkwater - Abraham - Moses - Emerson - Piazon - Loftus-Cheek |              | |  |

## Giải đấu
Thắng
      Hòa
      Thua

### Tổng quan
| Giải đấu       | Kỷ lục | Kỷ lục | Kỷ lục | Kỷ lục | Kỷ lục | Kỷ lục | Kỷ lục | Kỷ lục |
| Giải đấu       | P      | W      | D      | L      | GF     | GA     | GD     | Win %  |
| -------------- | ------ | ------ | ------ | ------ | ------ | ------ | ------ | ------ |
| Premier League | 12     | 7      | 3      | 2      | 26     | 15     | +11    | 058,33 |
| FA Cup         | 0      | 0      | 0      | 0      | 0      | 0      | +0     | —      |
| EFL Cup        | 2      | 2      | 0      | 0      | 5      | 2      | +3     | 100,00 |
| Europa League  | 4      | 3      | 1      | 0      | 8      | 2      | +6     | 075,00 |
| Tổng số        | 18     | 12     | 4      | 2      | 39     | 19     | +20    | 066,67 |

Lần cập nhật cuối: ngày 11 tháng 11 năm 2018
Nguồn: Các giải đấu

### Giải bóng đá Ngoại hạng Anh

#### Bảng xếp hạng
| VT | Đội                     | ST | T  | H | B  | BT | BB | HS  | Đ  | Giành quyền tham dự hoặc xuống hạng     |
| -- | ----------------------- | -- | -- | - | -- | -- | -- | --- | -- | --------------------------------------- |
| 3  | Chelsea                 | 38 | 21 | 9 | 8  | 63 | 39 | +24 | 72 | Lọt vào vòng bảng Champions League      |
| 4  | Tottenham Hotspur       | 38 | 23 | 2 | 13 | 67 | 39 | +28 | 71 | Lọt vào vòng bảng Champions League      |
| 5  | Arsenal                 | 38 | 21 | 7 | 10 | 73 | 51 | +22 | 70 | Lọt vào vòng bảng Europa League         |
| 6  | Manchester United       | 38 | 19 | 9 | 10 | 65 | 54 | +11 | 66 | Lọt vào vòng bảng Europa League         |
| 7  | Wolverhampton Wanderers | 38 | 16 | 9 | 13 | 47 | 46 | +1  | 57 | Lọt vào vòng loại thứ hai Europa League |

#### Kết quả
| Tổng thể | Tổng thể | Tổng thể | Tổng thể | Tổng thể | Tổng thể | Tổng thể | Tổng thể | Sân nhà | Sân nhà | Sân nhà | Sân nhà | Sân nhà | Sân nhà | Sân khách | Sân khách | Sân khách | Sân khách | Sân khách | Sân khách |
| ST       | T        | H        | B        | BT       | BB       | HS       | Đ        | T       | H       | B       | BT      | BB      | HS      | T         | H         | B         | BT        | BB        | HS        |
| -------- | -------- | -------- | -------- | -------- | -------- | -------- | -------- | ------- | ------- | ------- | ------- | ------- | ------- | --------- | --------- | --------- | --------- | --------- | --------- |
| 12       | 7        | 3        | 2        | 25       | 14       | +11      | 24       | 4       | 2       | 1       | 11      | 5       | +6      | 3         | 1         | 1         | 14        | 9         | +5        |

Cập nhật lần cuối: ngày 11 tháng 11 năm 2018.

Nguồn: Premier League

#### Kết quả theo ngày thi đấu
| Matchday | 1  | 2  | 3 | 4 | 5 | 6 | 7 | 8 | 9 | 10 | 11 | 12 | 13 | 14 | 15 | 16 | 17 | 18 | 19 | 20 | 21 | 22 | 23 | 24 | 25 | 26 | 27 | 28 | 29 | 30 | 31 | 32 | 33 | 34 | 35 | 36 | 37 | 38 |
| -------- | -- | -- | - | - | - | - | - | - | - | -- | -- | -- | -- | -- | -- | -- | -- | -- | -- | -- | -- | -- | -- | -- | -- | -- | -- | -- | -- | -- | -- | -- | -- | -- | -- | -- | -- | -- |
| Sân      | H  | A  | H | A | A | H | H | A | H | A  | H  | H  | A  | H  | A  | H  | A  | H  | A  | A  | H  | A  | H  | H  |    |    |    |    |    |    |    |    |    |    |    |    |    |    |
| Kết quả  | L  | L  | W | W | W | W | W | W | W | D  | D  | D  |    |    |    |    |    |    |    |    |    |    |    |    |    |    |    |    |    |    |    |    |    |    |    |    |    |    |
| Vị trí   | 15 | 17 | 9 | 9 | 7 | 6 | 5 | 4 | 4 | 4  | 5  | 5  |    |    |    |    |    |    |    |    |    |    |    |    |    |    |    |    |    |    |    |    |    |    |    |    |    |    |

#### Trận đấu
On 14 tháng 6 năm 2018, the Premier League fixtures for the forthcoming season were announced.
| 12 tháng 8 năm 2018 1 | Arsenal                          | 0–2      | Manchester City                                 | Holloway                                                                        |  |
| 16:00 BST             | Papastathopoulos 27' · Xhaka 52' | Chi tiết | Sterling 4', 14' · B. Silva 64' · De Bruyne 73' | Sân vận động: Emirates Stadium Lượng khán giả: 59,934 Trọng tài: Michael Oliver |  |

| 18 tháng 8 năm 2018 2 | Chelsea                            | 3–2      | Arsenal                                              | Luân Đôn                                                                        |  |
| 17:30 BST             | Pedro 8' · Morata 20' · Alonso 81' | Chi tiết | Xhaka 27' · Mkhitaryan 37' · Iwobi 41' · Mustafi 77' | Sân vận động: Stamford Bridge Lượng khán giả: 40,491 Trọng tài: Martin Atkinson |  |

| 25 tháng 8 năm 2018 3 | Arsenal                                                              | 3–1      | West Ham United                                           | Holloway                                                                      |  |
| 15:00 BST             | Monreal 30' · Diop 70' (l.n.) · Papastathopoulos 90' · Welbeck 90+2' | Chi tiết | Arnautović 25' · Diop 41' · Fredericks 80' · Wilshere 88' | Sân vận động: Emirates Stadium Lượng khán giả: 59,830 Trọng tài: Graham Scott |  |

| 2 tháng 9 năm 2018 4 | Cardiff City                                                         | 2–3      | Arsenal                                                                                               | Cardiff, Wales                                                                      |  |
| 13:30 BST            | Camarasa 45+2' · Ward 70' · Hoilett 71' · Camarasa 77' · Arter 90+3' | Chi tiết | Mustafi 11' · Monreal 25' · Bellerín 51' · Guendouzi 58' · Aubameyang 62' · Xhaka 66' · Lacazette 81' | Sân vận động: Cardiff City Stadium Lượng khán giả: 32,316 Trọng tài: Anthony Taylor |  |

| 15 tháng 9 năm 2018 5 | Newcastle United | 1–2      | Arsenal              | Newcastle upon Tyne                                                        |  |
| 15:00 BST             | Clark 90+1'      | Chi tiết | Xhaka 49' · Özil 58' | Sân vận động: St James' Park Lượng khán giả: 52,165 Trọng tài: Lee Probert |  |

| 23 tháng 9 năm 2018 6 | Arsenal                                                              | 2–0      | Everton   | Holloway                                                                       |  |
| 16:00 BST             | Torreira 15' · Papastathopoulos 30' · Lacazette 56' · Aubameyang 59' | Chi tiết | Digne 27' | Sân vận động: Emirates Stadium Lượng khán giả: 59,964 Trọng tài: Jonathan Moss |  |

| 29 tháng 9 năm 2018 7 | Arsenal                                                     | 2–0      | Watford                   | Holloway                                                                        |  |
| 15:00 BST             | Torreira 45' · Mustafi 62' · Cathcart 81' (l.n.) · Özil 83' | Chi tiết | Deeney 31' · Doucouré 79' | Sân vận động: Emirates Stadium Lượng khán giả: 60,019 Trọng tài: Anthony Taylor |  |

| 7 tháng 10 năm 2018 8 | Fulham                         | 1–5      | Arsenal                                                 | Fulham                                                                      |  |
| 12:00 BST             | Schürrle 44', 70' · Vietto 57' | Chi tiết | Lacazette 29', 49' · Ramsey 67' · Aubameyang 79', 90+1' | Sân vận động: Craven Cottage Lượng khán giả: 25,401 Trọng tài: Paul Tierney |  |

| 22 tháng 10 năm 2018 9 | Arsenal                                                  | 3–1      | Leicester City                                     | Holloway                                                                        |  |
| 20:00 BST              | Holding 17' · Xhaka 35' · Özil 45' · Aubameyang 63', 66' | Chi tiết | Bellerín 31' (l.n.) · Albrighton 64' · Pereira 65' | Sân vận động: Emirates Stadium Lượng khán giả: 59,886 Trọng tài: Chris Kavanagh |  |

| 28 tháng 10 năm 2018 10 | Crystal Palace                                      | 2–2      | Arsenal                                                        | Selhurst                                                                      |  |
| 13:30 GMT               | J. Ayew 8' · Milivojević 45+1' (ph.đ.), 83' (ph.đ.) | Chi tiết | Xhaka 51' · Aubameyang 56' · Lichsteiner 79' · Guendouzi 90+4' | Sân vận động: Selhurst Park Lượng khán giả: 25,718 Trọng tài: Martin Atkinson |  |

| 3 tháng 11 năm 2018 11 | Arsenal            | 1–1      | Liverpool                | Holloway                                                                        |  |
| 17:30 GMT              | Lacazette 82', 83' | Chi tiết | Fabinho 52' · Milner 61' | Sân vận động: Emirates Stadium Lượng khán giả: 59,993 Trọng tài: Andre Marriner |  |

| 11 tháng 11 năm 2018 12 | Arsenal                                  | 1–1      | Wolverhampton Wanderers                 | Holloway                                                                        |  |
| 16:30 GMT               | Özil 69' · Bellerín 78' · Mkhitaryan 86' | Chi tiết | Cavaleiro 13' · Doherty 71' · Costa 74' | Sân vận động: Emirates Stadium Lượng khán giả: 60,030 Trọng tài: Stuart Attwell |  |

| 25 tháng 11 năm 2018 13 | Bournemouth | v | Arsenal | Bournemouth                    |  |
| 13:30 GMT               |             |   |         | Sân vận động: Vitality Stadium |  |

### Cúp EFL
| 26 tháng 9 năm 2018 Vòng 3 | Arsenal                                                   | 3–1      | Brentford             | Holloway                                                                        |  |
| 19:45 BST                  | Welbeck 5', 37', 63' · Lichtsteiner 28' · Lacazette 90+3' | Chi tiết | Konsa 37' · Judge 58' | Sân vận động: Sân vận động Emirates Lượng khán giả: 49,586 Trọng tài: Mike Dean |  |

| 31 tháng 10 năm 2018 Vòng 4 | Arsenal                                                                 | 2–1      | Blackpool         | Holloway                                                                          |  |
| 19:45 GMT                   | Guendouzi 22' 56' · Lichtsteiner 33' · Jenkinson 45+2' · Smith Rowe 50' | Chi tiết | O'Connor 66', 84' | Sân vận động: Sân vận động Emirates Lượng khán giả: 48,168 Trọng tài: David Coote |  |

| Tháng 12, 2018 Tứ kết | Arsenal | v | Tottenham Hotspur | Holloway                            |  |
| GMT                   |         |   |                   | Sân vận động: Sân vận động Emirates |  |

### UEFA Europa League

#### Vòng bảng
| VT | Đội             | ST | T | H | B | BT | BB | HS  | Đ  | Giành quyền tham dự                 |     | ARS | SPO | VOR | QRB |
| -- | --------------- | -- | - | - | - | -- | -- | --- | -- | ----------------------------------- | --- | --- | --- | --- | --- |
| 1  | Arsenal         | 6  | 5 | 1 | 0 | 12 | 2  | +10 | 16 | Đi tiếp vào vòng đấu loại trực tiếp |     | —   | 0–0 | 4–2 | 1–0 |
| 2  | Sporting CP     | 6  | 4 | 1 | 1 | 13 | 3  | +10 | 13 | Đi tiếp vào vòng đấu loại trực tiếp |     | 0–1 | —   | 3–0 | 2–0 |
| 3  | Vorskla Poltava | 6  | 1 | 0 | 5 | 4  | 13 | −9  | 3  |                                     |     | 0–3 | 1–2 | —   | 0–1 |
| 4  | Qarabağ         | 6  | 1 | 0 | 5 | 2  | 13 | −11 | 3  |                                     | 0–3 | 1–6 | 0–1 | —   |     |

1. 1 2  Hiệu số bàn thắng trong tất cả các trận đấu bảng: Vorskla Poltava –9, Qarabağ –11.

| 20 tháng 12, 2018 1 | Arsenal                                      | 4–2      | Vorskla Poltava                    | Luân Đôn, Anh                                                                             |  |
| 21:00 CEST          | Aubameyang 32', 56' · Welbeck 48' · Özil 74' | Chi tiết | Sharpar 19', 90+3' · Chesnakov 77' | Sân vận động: Sân vận động Emirates Lượng khán giả: 59,039 Trọng tài: Bart Vertenten (Bỉ) |  |

| 4 tháng 10, 2018 2 | Qarabağ      | 0–3      | Arsenal                                                            | Baku, Azerbaijan                                                                      |  |
| 18:55 CEST         | Medvedev 33' | Chi tiết | Papastathopoulos 4' · Holding 43' · Smith Rowe 53' · Guendouzi 80' | Sân vận động: Sân vận động Olympic Lượng khán giả: 63,412 Trọng tài: Davide Massa (Ý) |  |

| 25 tháng 10, 2018 3 | Sporting CP                                         | 0–1      | Arsenal                                    | Lisbon, Bồ Đào Nha                                                                             |  |
| 18:55 CEST          | Acuna 39' · Coates 71' · Cabral 90' · Battaglia 90' | Chi tiết | Holding 46' · Mkhitaryan 51' · Welbeck 78' | Sân vận động: Estádio José Alvalade Lượng khán giả: 40,784 Trọng tài: Damir Skomina (Slovenia) |  |

| 8 tháng 11, 2018 4 | Arsenal                          | 0–0      | Sporting CP                                     | Luân Đôn, Anh                                                            |  |
| 21:00 CET          | Lichtsteiner 21' · Guendouzi 72' | Chi tiết | Gaspar 41' · Acuña 67' · Luís 74' · Mathieu 87' | Sân vận động: Sân vận động Emirates Trọng tài: Gediminas Mažeika (Litva) |  |

| 29 tháng 11, 2018 5 | Vorskla Poltava | v        | Arsenal | Poltava, Ukraine                            |  |
| 18:55 CET           |                 | Chi tiết |         | Sân vận động: Sân vận động Butovsky Vorskla |  |

| 13 tháng 12, 2018 6 | Arsenal | v        | Qarabağ | Luân Đôn, Anh                       |  |
| 21:00 CET           |         | Chi tiết |         | Sân vận động: Sân vận động Emirates |  |

## Ban huấn luyện
Tính đến ngày 19 tháng 7 năm 2018.
| Vị trí                               | Tên                 |
| ------------------------------------ | ------------------- |
| Huấn luyện viên trưởng               | Unai Emery          |
| First Team Assistant Head Coach      | Juan Carlos Carcedo |
| First Team Assistant Head Coach      | Steve Bould         |
| First Team Coach                     | Pablo Villanueva    |
| Goalkeeping Coach                    | Javi Garcia         |
| Goalkeeping Coach                    | Sal Bibbo           |
| Head of Football                     | Raul Sanllehi       |
| Head of Recruitment                  | Sven Mislintat      |
| Chief Contract Negotiator            | Hussein Fahmy       |
| Head of Coach and Player Development | Marcel Lucassen     |
| Head of Academy                      | Per Mertesacker     |
| Head of Academy Football Operations  | Lee Herron          |
| Director of High Performance         | Darren Burgess      |
| Head of Performance                  | Shad Forsythe       |
| Head of Medical Services             | Gary O'Driscoll     |
| Head Physiotherapist                 | Chris Morgan        |
| First Team Physiotherapist           | Paulo Barreira      |
| First Team Physiotherapist           | Jordan Reece        |
| First Team Rehab Physiotherapist     | Tim Parham          |
| Strength and Conditioning Coach      | Julen Masach        |
| Strength and Conditioning Coach      | Barry Solan         |
| Masseur                              | Darren Page         |
| Soft Tissue Therapist                | Takahiro Yamamoto   |
| Kit Manager                          | Paul Akers          |
| Performance Nutritionist             | Richard Allison     |
| Sport Scientist                      | Tom Allen           |
| Data Scientist                       | Mikhail Zhilkin     |
| Data/Video Analyst                   | Victor Manas        |
| Senior Football Analyst              | Ben Knapper         |
| First Team Analyst                   | Mark Curtis         |
| Football Analyst Assistant           | Sam Hayball         |

## Giải thưởng

### GiảiCầu thủ của thángArsenal
Giải cầu thủ của tháng được bình chọn bởi người hâm mộ trên Arsenal.com
| Tháng    | Cầu thủ                   | Lượng bình chọn |
| -------- | ------------------------- | --------------- |
| Tháng 8  | Mattéo Guendouzi          | 68%             |
| Tháng 9  | Alexandre Lacazette       | 59%             |
| Tháng 10 | Pierre-Emerick Aubameyang | 55%             |

### GiảiBàn thắng của thángArsenal
Giải bàn thắng của tháng được bình chọn bởi người hâm mộ trên Arsenal.com
| Tháng    | Cầu thủ             | Giải đấu       | Đối thủ | Lượng bình chọn |
| -------- | ------------------- | -------------- | ------- | --------------- |
| Tháng 8  | Henrikh Mkhitaryan  | Premier League | Chelsea | 61%             |
| Tháng 9  | Alexandre Lacazette | Premier League | Everton | 57%             |
| Tháng 10 | Aaron Ramsey        | Premier League | Fulham  | 38%             |

## Nhà tài trợ
| Nhà tài trợ chính                                              | Nhà tài trợ toàn cầu                                                          |
| -------------------------------------------------------------- | ----------------------------------------------------------------------------- |
| - Emirates (chính) - Puma (áo đấu) - Visit Rwanda (tay áo đấu) | - Acronis - BYD - Coopertires - Cover-More - Gatorade - Vitality - WorldRemit |